# Верхньоварженське сільське поселення
Ве́рхньова́рженське сільське поселення (рос. Верхневарженское сельское поселение) — сільське поселення у складі Великоустюзького району Вологодської області Росії.
Адміністративний центр — присілок М'якинницино.

## Населення
Населення сільського поселення становить 168 осіб (2019; 268 у 2010, 410 у 2002).

## Історія
Верхньоваржинська сільська рада утворена 6 травня 1924 року, до її складу входили 24 населених пункти з загальним населенням понад 1000 осіб. Станом на 2002 рік до складу сільради входили присілки Андроново, Антушево, Велике Ворошніно, Верхнє Чистяково, Макарово, Малиново, Марілово, Мініно, Мітіхіно, М'якінницино, Насоново, Нижнє Займище, Нижнє Чистяково, Пасна, Соболево, Старина, Стрюково, Удачино).
2006 року сільрада була перетворена у сільське поселення. 2020 року у складі сільського поселення були ліквідовані присілки Верхнє Чистяково, Нижнє Чистяково, Пасна та Соболево.

## Склад
До складу сільського поселення входять:
| Населений пункт            | Населення, осіб (2002) | Населення, осіб (2010) |
| -------------------------- | ---------------------- | ---------------------- |
| Андроново, присілок        | 25                     | 19                     |
| Антушино, присілок         | 1                      | 0                      |
| Велике Ворошніно, присілок | 16                     | 5                      |
| Верхнє Чистяково, присілок | 0                      | 0                      |
| Макарово, присілок         | 0                      | 0                      |
| Малиново, присілок         | 15                     | 5                      |
| Марілово, присілок         | 24                     | 13                     |
| Мініно, присілок           | 3                      | 0                      |
| Мітіхіно, присілок         | 4                      | 2                      |
| М'якинницино, присілок     | 256                    | 188                    |
| Насоново, присілок         | 0                      | 0                      |
| Нижнє Займище, присілок    | 0                      | 0                      |
| Нижнє Чистяково, присілок  | 0                      | 0                      |
| Пасна, присілок            | 0                      | 0                      |
| Соболево, присілок         | 0                      | 0                      |
| Старина, присілок          | 2                      | 5                      |
| Стрюково, присілок         | 37                     | 20                     |
| Удачино, присілок          | 27                     | 11                     |